# Laurieann Gibson
Laurieann Gibson (née le 14 juillet 1969 à Toronto, Canada) est une chorégraphe et directrice artistique mieux connue pour son travail avec Lady Gaga, Diddy et Keri Hilson. Elle se fit connaître publiquement comme la star de Making the Band de MTV et Starmaker series de P. Diddy et Mark Burnett. Gibson a également été une « Fly Girl » sur la série télévisée populaire In Living Color.

## Carrière
Du 22 novembre 2010 au 21 décembre 2010, elle a été juge à Skating with the Stars sur ABC. Gibson sera la vedette d'un spectacle de concurrence de deuxième réalité pour BET qui fera ses débuts en Juin 2011 et elle a récemment été nommée directrice artistique de Interscope Records Group (IGA). Gibson est aussi la vedette d'un nouveau programme de télé-réalité de E! intitulé The Dance Scene, qui se concentre sur sa vie en tant que chorégraphe dans l'industrie du divertissement. Le 8 épisodes sont produits par Ryan Seacrest et ont été diffusés le 10 avril.

### Chorégraphies
- 2006 - Danity Kane -  Showstopper
- 2008 - Lady Gaga - Just Dance
- 2008 - Lady Gaga - Poker Face
- 2009 - Lady Gaga - LoveGame
- 2009 - Lady Gaga - Paparazzi
- 2009 - Lady Gaga - Bad Romance
- 2010 - Katy Perry - California Gurls
- 2010 - Lady Gaga - Telephone
- 2010 - Lady Gaga - Alejandro
- 2010 - Keri Hilson - The Way You Love Me
- 2011 - Lady Gaga - Born This Way
- 2011 - Lady Gaga - Judas
- 2011 - Lady Gaga - You and I

### Vidéographie
- 2006 - Danity Kane - Showstopper
- 2010 - Keri Hilson - The Way You Love Me
- 2011 - Lady Gaga - Judas (coproductrice)
- 2011 - Lady Gaga -  You and I (coproductrice)

## Vie privée
Gibson est née et a grandi à Toronto, et a déclaré qu'elle est chrétienne.